# Isla de Lángara
La isla de Lángara, conocida como Kiis Gwaii por los Haida (Haida: Ḵ'íis Gwáayaay), es la isla más septentrional de Haida Gwaii en la Columbia Británica, Canadá. La isla tiene aproximadamente 8080 acres (3270 ha) de tamaño. Se encuentra aproximadamente a 45 kilómetros (28,0 mi) al sur de Alasca.

## Historia

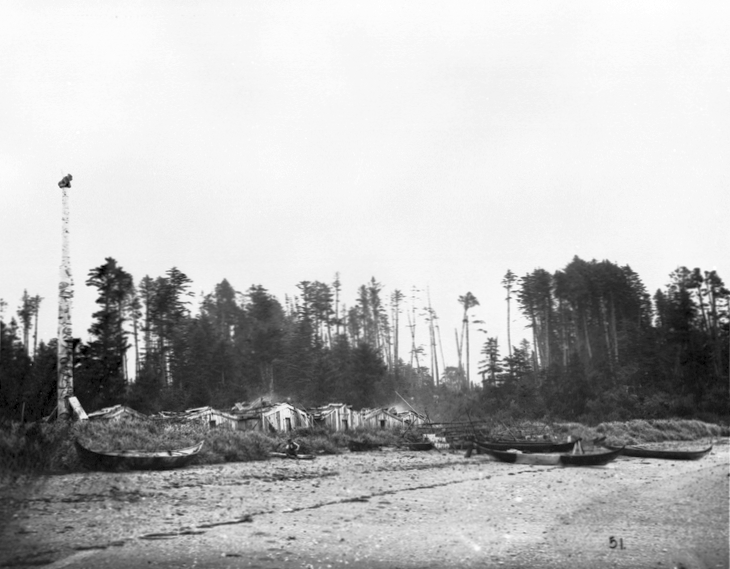
Dadens, isla de Lángara, 1878

Poco se sabe de su historia. Lleva el nombre del comandante naval español Juan de Lángara. Durante el período de Lángara al frente de la armada española, los exploradores españoles estuvieron cartografiando la costa de lo que actualmente es la Columbia Británica y, en sus cartas, nombraron algunas formaciones terrestres en su honor. Juan José Pérez Hernández fue el primer europeo en avistar, examinar, nombrar y registrar estas islas. Su fragata fue la Santiago, tripulada en su mayoría por mexicanos. En julio de 1774, se reunió brevemente con un grupo de haida en el extremo noroeste de la isla de Lángara. En 1913 se construyó el faro de Lángara en el extremo noroeste de la isla. Es una de las islas más grandes de las que se han erradicado las ratas de Noruega. La campaña de erradicación de R. norvegicus se inició en julio de 1995 con cebo anticoagulante y la isla fue declarada libre de ratas en mayo de 1997.
El 6 de septiembre de 2018, el Haida Legend se hundió frente a la isla de Lángara. El barco había estado pescando halibut y se desconoce la causa del hundimiento. Todos los miembros de la tripulación fueron rescatados.

## Clima
La isla de Lángara tiene un clima oceánico (Cfb) con veranos frescos a templados e inviernos muy frescos y lluviosos con noches frías.
| Parámetros climáticos promedio de Langara Island, 1981–2010 normals, extremes 1936–present | Parámetros climáticos promedio de Langara Island, 1981–2010 normals, extremes 1936–present | Parámetros climáticos promedio de Langara Island, 1981–2010 normals, extremes 1936–present | Parámetros climáticos promedio de Langara Island, 1981–2010 normals, extremes 1936–present | Parámetros climáticos promedio de Langara Island, 1981–2010 normals, extremes 1936–present | Parámetros climáticos promedio de Langara Island, 1981–2010 normals, extremes 1936–present | Parámetros climáticos promedio de Langara Island, 1981–2010 normals, extremes 1936–present | Parámetros climáticos promedio de Langara Island, 1981–2010 normals, extremes 1936–present | Parámetros climáticos promedio de Langara Island, 1981–2010 normals, extremes 1936–present | Parámetros climáticos promedio de Langara Island, 1981–2010 normals, extremes 1936–present | Parámetros climáticos promedio de Langara Island, 1981–2010 normals, extremes 1936–present | Parámetros climáticos promedio de Langara Island, 1981–2010 normals, extremes 1936–present | Parámetros climáticos promedio de Langara Island, 1981–2010 normals, extremes 1936–present | Parámetros climáticos promedio de Langara Island, 1981–2010 normals, extremes 1936–present |
| Mes                                                                                        | Ene.                                                                                       | Feb.                                                                                       | Mar.                                                                                       | Abr.                                                                                       | May.                                                                                       | Jun.                                                                                       | Jul.                                                                                       | Ago.                                                                                       | Sep.                                                                                       | Oct.                                                                                       | Nov.                                                                                       | Dic.                                                                                       | Anual                                                                                      |
| ------------------------------------------------------------------------------------------ | ------------------------------------------------------------------------------------------ | ------------------------------------------------------------------------------------------ | ------------------------------------------------------------------------------------------ | ------------------------------------------------------------------------------------------ | ------------------------------------------------------------------------------------------ | ------------------------------------------------------------------------------------------ | ------------------------------------------------------------------------------------------ | ------------------------------------------------------------------------------------------ | ------------------------------------------------------------------------------------------ | ------------------------------------------------------------------------------------------ | ------------------------------------------------------------------------------------------ | ------------------------------------------------------------------------------------------ | ------------------------------------------------------------------------------------------ |
| Temp. máx. abs. (°C)                                                                       | 13.7                                                                                       | 12.8                                                                                       | 15.5                                                                                       | 19.4                                                                                       | 25.0                                                                                       | 31.2                                                                                       | 22.2                                                                                       | 25.8                                                                                       | 22.8                                                                                       | 20.0                                                                                       | 15.0                                                                                       | 13.5                                                                                       | 31.2                                                                                       |
| Temp. máx. media (°C)                                                                      | 5.8                                                                                        | 6.0                                                                                        | 6.9                                                                                        | 8.9                                                                                        | 11.0                                                                                       | 13.2                                                                                       | 14.8                                                                                       | 15.8                                                                                       | 14.5                                                                                       | 11.2                                                                                       | 7.5                                                                                        | 6.1                                                                                        | 10.1                                                                                       |
| Temp. media (°C)                                                                           | 4.0                                                                                        | 4.1                                                                                        | 4.8                                                                                        | 6.3                                                                                        | 8.5                                                                                        | 10.8                                                                                       | 12.7                                                                                       | 13.6                                                                                       | 12.3                                                                                       | 9.2                                                                                        | 5.6                                                                                        | 4.3                                                                                        | 8.0                                                                                        |
| Temp. mín. media (°C)                                                                      | 2.2                                                                                        | 2.1                                                                                        | 2.5                                                                                        | 3.7                                                                                        | 6.0                                                                                        | 8.4                                                                                        | 10.6                                                                                       | 11.4                                                                                       | 10.0                                                                                       | 7.1                                                                                        | 3.7                                                                                        | 2.5                                                                                        | 5.9                                                                                        |
| Temp. mín. abs. (°C)                                                                       | -14.4                                                                                      | -12.0                                                                                      | -11.7                                                                                      | -3.3                                                                                       | 0.0                                                                                        | 3.3                                                                                        | 5.6                                                                                        | 5.6                                                                                        | 1.1                                                                                        | -4.5                                                                                       | -15.9                                                                                      | -12.8                                                                                      | -15.9                                                                                      |
| Precipitación total (mm)                                                                   | 205.8                                                                                      | 140.6                                                                                      | 149.8                                                                                      | 139.8                                                                                      | 109.3                                                                                      | 94.2                                                                                       | 93.5                                                                                       | 134.0                                                                                      | 190.5                                                                                      | 256.6                                                                                      | 230.0                                                                                      | 223.2                                                                                      | 1967.2                                                                                     |
| Nevadas (cm)                                                                               | 19.9                                                                                       | 13.1                                                                                       | 11.1                                                                                       | 3.2                                                                                        | 0.5                                                                                        | 0                                                                                          | 0                                                                                          | 0                                                                                          | 0                                                                                          | 1.6                                                                                        | 7.8                                                                                        | 12.1                                                                                       | 69.3                                                                                       |
| Días de precipitaciones (≥ 0.2 mm)                                                         | 25.2                                                                                       | 21.0                                                                                       | 23.5                                                                                       | 22.1                                                                                       | 19.8                                                                                       | 18.5                                                                                       | 19.5                                                                                       | 20.0                                                                                       | 22.1                                                                                       | 26.3                                                                                       | 25.2                                                                                       | 25.9                                                                                       | 269.0                                                                                      |
| Días de lluvias (≥ 0.2 mm)                                                                 | 23.2                                                                                       | 20.1                                                                                       | 23.0                                                                                       | 21.0                                                                                       | 19.4                                                                                       | 17.4                                                                                       | 18.4                                                                                       | 18.0                                                                                       | 20.9                                                                                       | 25.3                                                                                       | 24.8                                                                                       | 24.4                                                                                       | 256.0                                                                                      |
| Días de nevadas (≥ 0.2 cm)                                                                 | 4.4                                                                                        | 3.6                                                                                        | 4.3                                                                                        | 1.5                                                                                        | 0.23                                                                                       | 0                                                                                          | 0                                                                                          | 0                                                                                          | 0.04                                                                                       | 0.73                                                                                       | 2.7                                                                                        | 4.2                                                                                        | 21.8                                                                                       |
| Fuente: Environment Canada                                                                 |                                                                                            |                                                                                            |                                                                                            |                                                                                            |                                                                                            |                                                                                            |                                                                                            |                                                                                            |                                                                                            |                                                                                            |                                                                                            |                                                                                            |                                                                                            |

## Publicaciones
- Kaiser, GW; Taylor, RH; dólar, policía; Elliott, JE; Howald, GR; Drever, MC 1997. Proyecto de recuperación del hábitat de aves marinas de la isla de Langara: Erradicación de ratas noruegas - 1993–1997. Serie de Informes Técnicos No. 304, Servicio Canadiense de Vida Silvestre, Región del Pacífico y Yukón, Columbia Británica.